# Aiba札幌駅前
Aiba札幌駅前（あいばさっぽろえきまえ）は、北海道札幌市中央区にあるホッカイドウ競馬の場外勝馬投票券発売所である。

## 施設概要

### 初代施設
札幌市内中心部では初の地方競馬専用場外発売所として、2004年（平成16年）に開設。これにより、ホッカイドウ競馬のほかばんえい競馬も札幌市内での場外発売が可能になった。5階を一般席、6階を有料の特別フロアとしていた。
2013年（平成25年）3月23日より、日本中央競馬会（JRA）からの委託を受け中央競馬の場外発売も開始した（JRA場外発売時は「J-PLACE札幌駅前」と呼称）。
施設所有者との賃貸借契約終了に伴い、2015年（平成27年）3月31日をもってすべての業務を終了し閉鎖された。

### 2代目施設
その後、旧施設から東に約100mの場所にあるキタコートレードビルにおいて、2018年9月26日にAiba札幌駅前が再びオープンした。
地下1階にレストランが設けられ、地下2階が有料席、地下3階が一般フロアという構成になっている。また、北海道では初となるキャッシュレス発売機が導入され、専用のタブレット端末も用意された。
なお、旧施設で行っていたJRAの場外発売（J-PLACE）は再開当初は行われず、2019年9月28日より「J-PLACE札幌駅前」としてJRAの場外発売を開始。当初は各場メイン競走のみ発売（前日発売はGI競走のみ実施）だったが、2020年12月12日より「各場第9競走から第12競走（前日発売はGI競走のみ実施）」に拡大された。2025年8月23日より発売レースを各場全競走に拡大される予定である。

#### 各フロアの設備
各フロアとも、喫煙専用室を除き禁煙となっている。

##### 地下1階（カフェバーフロア）
カフェバーの飲食メニューは、地下2階（VIPルーム）でも注文が可能。
- 席数：100席（テーブル席・ボックス席）
- キャッシュレスチャージ機：1台
- キャッシュレス投票端末：2台

##### 地下2階（有料席）
全席に投票用タブレット端末とモニターが設置されている。
- スペースシート：28席（1日1200円）
- ボールシート：18席（1日1800円）
- キャッシュレス入金精算機：1台
- キャッシュレスチャージ機：1台
- 現金自動発払機：3台

##### 地下2階（VIPルーム）
- 室数：3室（1日12000円）
- キャッシュレス入金精算機：1台
- キャッシュレスチャージ機：3台（各室1台）
- キャッシュレス投票端末：3台（各室1台）
- 現金自動発払機：2台

##### 地下3階（一般フロア）
- 席数：なし（立席のみ）
- キャッシュレス入金精算機：1台
- キャッシュレスチャージ機：1台
- キャッシュレス投票端末：3台
- 現金自動発払機：7台

## 発売されている投票券の種類
全レース100円単位。
○…発売 △…他地区場外発売のみ ×…発売なし

### ホッカイドウ競馬
ばんえい競馬や他地区の広域場外発売時は、各主催者が発売している賭式に準じてすべての賭式を発売する。
| 単勝 | 複勝 | 枠番連複 | 枠番連単 | 馬番連複 | 馬番連単 | ワイド | 3連複 | 3連単 |
| ---- | ---- | -------- | -------- | -------- | -------- | ------ | ----- | ----- |
| ○    | ○    | ○        | △        | ○        | ○        | ○      | ○     | ○     |

### 日本中央競馬会
中央競馬の全開催日に、各場第9競走から第12競走を発売（GI競走のみ前日発売を実施）。
| 単勝 | 複勝 | 枠番連複 | 枠番連単 | 馬番連複 | 馬番連単 | ワイド | 3連複 | 3連単 |
| ---- | ---- | -------- | -------- | -------- | -------- | ------ | ----- | ----- |
| ○    | ○    | ○        | ×        | ○        | ○        | ○      | ○     | ○     |

## 札幌市内でのホッカイドウ競馬場外発売の経緯
ホッカイドウ競馬は従前より札幌競馬場で開催・場外発売を行っていたが、札幌の都心部には長らく場外発売所がなかったため、人口集積の高い札幌での場外発売所開設はホッカイドウ競馬にとって悲願であった。
札幌競馬場における道営競馬（ホッカイドウ競馬）の場外発売は1986年（昭和61年）より、赤字解消を目的として中央競馬の開催期間中も特例で場外発売を行っていたが、1989年（平成元年）度末に赤字を解消、1990年（平成2年）度は黒字が見込まれたため特例措置が打ち切られる可能性もあったことから、道営競馬を主催する北海道では1989年（平成元年）10月に北海道道営競馬協力会から紹介を受け、札幌市中央区南6条西5丁目の空き地に民間事業者がビルを建設、そこを賃借する形でホッカイドウ競馬の専用場外発売所を開設する方針を打ち出した。
当時の北海道新聞によると、候補地の選定にあたっては1986年（昭和61年）ごろより40箇所の候補地をリストアップしており、当初は道が都心部に自らビルを建設し直営で運営する方針としていたが、地価が高かったことから土地取得を断念。1987年（昭和62年）には土地・建物を民間から賃借する方針に変更している。その後、札幌市白石区大谷地付近の空き地を候補地として、ホッカイドウ競馬・ばんえい競馬・函館競輪が同居する場外発売所の開設構想を内部で詰めていたが、これとは別に1988年（昭和63年）、札幌市豊平区清田に競艇の場外発売所を東京の企業が建設する構想が浮上したものの、住民の反対で計画が取り下げられた。これをみた北海道では郊外の住宅地に開設するのは無理と判断し、再び繁華街のすすきの地区に候補地を変更したとされている。
ところが、ホッカイドウ競馬を主管する北海道農政部がビルの賃借料を年間8億6000万円と試算したことに財政課など道庁内部からも異論の声が上がったうえ、当時競馬開催に関する実務を行っていた北海道競馬事務所が知事の決裁もないのに予定地を確約する文書を土地所有者に出していたことが明るみに出るなど、手続きのまずさも露呈。さらに計画が明らかになると候補地周辺の住民が賛成派と反対派に二分、双方が北海道議会や札幌市議会へ陳情・請願を繰り返す事態になった。当時の北海道知事横路孝弘は当初積極的に計画を推進する姿勢だったが、一連の問題が道議会でも取り上げられるようになると慎重姿勢に転じた。場外発売所の新設にあたっては競馬法施行令で所在する市町村（この場合は札幌市）の同意が必要とされているが、住民世論が二分されている状態で札幌市の同意も見込めず、翌1991年（平成3年）には北海道知事選挙も控えていたことから争点になることを回避するため、計画は知事選後まで棚上げされることとなった。結局この計画は実現せず、札幌都心部での場外発売所開設はAiba札幌駅前の開設（前述）まで待たねばならなかった。
札幌市内ではAiba札幌駅前の開設後も2009年（平成21年）6月9日より競輪の場外発売所「サテライト札幌」2階に「Aiba札幌中央」を開設しすすきの（豊水）地区でも場外発売を開始したほか、同年9月15日には札幌市西区に「Aiba琴似」を開設した（2012年11月21日をもって営業終了、同年11月29日よりばんえい競馬に移管され「琴似駅前場外発売所」となる）。
なお、札幌競馬場におけるホッカイドウ競馬の場外発売は2009年（平成21年）11月で終了したほか、ばんえい競馬の直営となった琴似駅前場外発売所ではホッカイドウ競馬の場外発売を行っていないため、初代Aiba札幌駅前が閉鎖された2015年（平成27年）4月から現在地で再オープンした2018年（平成30年）9月までの間は、札幌市内に所在するホッカイドウ競馬の馬券を購入可能な場外発売所は「Aiba札幌中央」のみとなっていた。

## アクセス
JR北海道札幌駅・地下鉄東豊線さっぽろ駅より徒歩1分（地下通路で直結）